# Iwan Apeter
Iwan Andriejewicz Apeter (ros. Иван Андреевич Апетер, ur. 1890 w usadźbie Tolni w guberni inflanckiej, zm. 22 sierpnia 1938) – funkcjonariusz radzieckich służb specjalnych, starszy major bezpieczeństwa państwowego.

## Życiorys
W 1906 wstąpił do Socjaldemokratycznej Partii Kraju Łotewskiego, a w 1917 do SDPRR(b), 1914–1918 służył w rosyjskiej armii, w lutym 1918 został komisarzem Stawki Najwyższego Dowódcy. W 1918 był szefem wydziału kontroli wojskowej rejonu briańskiego, 1918–1919 szefem Wydziału Specjalnego Czeki Frontu Zachodniego, 1919 szefem Wydziału Specjalnego Ukrainy, 1919–1920 szefem Wydziału Specjalnego 12 Armii i do 1 grudnia 1920 szefem Wydziału Specjalnego Czeki Frontu Zachodniego. Od 1 grudnia 1920 do lipca 1921 był szefem Zarządu Administracyjno-Organizacyjnego Czeki przy Radzie Komisarzy Ludowych RFSRR, 1921–1922 szefem Zarządu Administracyjno-Organizacyjnego Wydziału Specjalnego Czeki Frontu Zachodniego, 1922–1924 szefem Wydziału Specjalnego Pełnomocnego Przedstawicielstwa GPU NKWD RFSRR/OGPU Kraju Zachodniego, a 1923–1924 pełnomocnym przedstawicielem OGPU Kraju Zachodniego. W 1924 był zastępcą szefa Wydziału Zagranicznego OGPU ZSRR i do 24 listopada 1924 zastępcą szefa Zarządu Ekonomicznego OGPU ZSRR, od 24 listopada 1924 do 26 kwietnia 1928 pełnomocnym przedstawicielem OGPU na Uralu i jednocześnie od listopada 1926 do 26 kwietnia 1928 pełnomocnym przedstawicielem OGPU Krymskiej ASRR i szefem Wydziału Specjalnego OGPU Sił Morskich Morza Czarnego i Azowskiego. Od czerwca 1928 do stycznia 1930 był pełnomocnym przedstawicielem OGPU obwodu centralno-czarnoziemskiego, od stycznia do grudnia 1930 I zastępcą pełnomocnego przedstawiciela OGPU obwodu moskiewskiego, od grudnia 1930 do lutego 1934 szefem Głównego Zarządu Instytucji Poprawczo-Pracowniczych Ludowego Komisariatu Sprawiedliwości RFSRR i jednocześnie od 21 stycznia 1931 szefem Centralnego Zarządu Wojsk Konwojowych ZSRR i od lutego 1931 do lutego 1934 zastępcą ludowego komisarza sprawiedliwości RFSRR. Od lutego do listopada 1934 był prokuratorem Kraju Saratowskiego (późniejszy obwód saratowski), od 5 listopada 1934 do 4 czerwca 1937 szefem Wydziału Sanatoriów i Kurortów Zarządu Administracyjno-Gospodarczego NKWD ZSRR, od 19 lipca 1936 w stopniu starszego majora bezpieczeństwa państwowego, a od czerwca do grudnia 1937 naczelnikiem sołowieckiego więzienia GUGB NKWD ZSRR. W 1923 został odznaczony Orderem Czerwonego Sztandaru.
W grudniu 1937 został aresztowany podczas wielkiej czystki, następnie skazany na śmierć i rozstrzelany.